# Козје
Козје (словен. Kozje) је град и управно средиште истоимене општине Козје, која припада Савињској регији у Републици Словенији.
По попису становништва из 2011. године насеље Козје имало је 669 становника.